# Risques psychosociaux
 (février 2009).

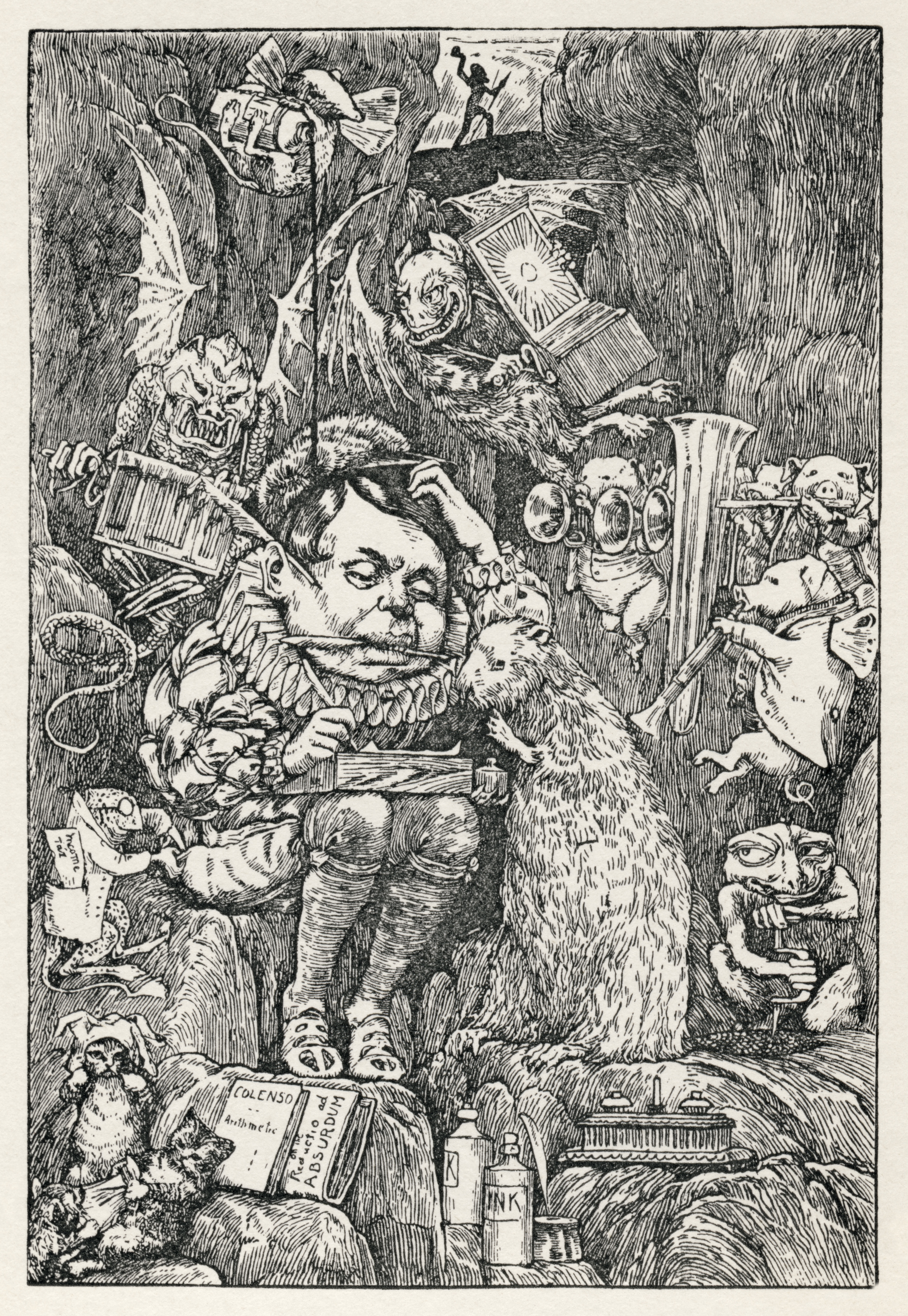
Stress au travail causé par un environnement inconfortable (Illustration d'Henry Holiday dans La Chasse au Snark de Lewis Carroll).

Les risques psychosociaux (RPS) désignent en France la catégorie de risques pour la santé mentale, physique et sociale engendrés par les conditions d'emploi, et les facteurs organisationnels et relationnels susceptibles d’interagir avec le fonctionnement mental et d'induire divers troubles psychosociaux (TPS). Le terme est apparu  au cours des années 2000, par extension de la notion de stress, qui n'est qu'une des manifestations des RPS.
Les risques psychosociaux sont en lien avec une mauvaise conception, organisation ou gestion du travail ou un contexte socioprofessionnel défavorable. L'Agence européenne pour la sécurité et la santé au travail considère qu'ils interviennent pour la moitié des jours d'absence des salariés et que le seul stress concerne environ la moitié des salariés européens.

## Risques et troubles psychosociaux
Les Risques Psychosociaux ne peuvent se définir simplement ni par leurs causes (de l’organisation aux facteurs individuels) ni par leurs conséquences (de la décompensation psychique aux conduites addictives en passant par une plus grande susceptibilité aux infections ou à d’autres pathologies). Ils peuvent en outre être à l’origine d’accidents traditionnels. Le facteur clé retenu pour définir ces risques tient au fait qu’ils ne s’appuient pas sur une probabilité de rencontre avec un danger externe préjudiciable à la santé, mais sur l’estimation que se font les individus de la situation et de leur capacité à la gérer. Le rapport subjectif de l'individu a son environnement est donc central et spécifique.
Par opposition à d'autres risques liés au travail, les risques psychosociaux ont la particularité d'exiger qu'on s'intéresse à deux éléments: l'impact psychologique sur le salarié et sa santé, et la dimension relationnelle avec les interactions entre le salarié, ses collègues, sa structure hiérarchique, ses attentes liées au travail.

### Quatre modèles princeps
Sur le plan international, Vezina considère en 2006 que, face à l'extrême diversité des facteurs de risques psychosociaux pouvant être évoqués, seuls deux modèles compréhensifs des risques psychosociaux demeurent incontournables au vu de l'extrême richesse et diversité des publications qu'ils ont engendrés. Il s'agit d'une part du modèle  demande-autonomie au travail de Karasek et d'autre part du modèle « déséquilibre : effort / récompense » de Siegrist. Le premier pointe la faible autonomie décisionnelle comme facteur particulièrement délétère. Les auteurs soulignent que ce facteur concerne avant tout les personnes en bas de l'échelle sociale. Cependant, un rapport de la DARES paru en 2014 pointe que la perte d'autonomie devient une caractéristique centrale des environnements de travail des décennies précédentes. Des effets de cette absence d'autonomie sur la santé, mais aussi  sur le maintien dans l'emploi et sur la motivation ont été démontrés par de nombreux travaux.
Le second modèle, proposé par Siegrist, s'appuie sur l'hypothèse qu'une situation de travail délétère se caractérise par des exigences élevées et une faible reconnaissance en retour. Le modèle suggère une fragilité particulière des personnes fortement investies. Un questionnaire traduit en français est disponible.
Une revue de la littérature plus récente considère qu'il faut prendre en considération deux autres modèles princeps. Il s'agit tout d'abord de celui de Lazarus et Folkman dit également modèle transactionnel. Celui-ci considère le stress comme une émotion particulière, celle-ci n'étant pas la seule à la base d'atteinte à la santé. Le modèle insiste sur les mécanismes de coping. La notion de coping renvoie chez ces auteurs au fait que confronté à une émotion forte, le travailleur va mobiliser dans son appareil cognitif deux évaluations distinctes. La première évaluation porte sur le « potentiel de menace ou d'opportunité » que représente la situation (évaluation primaire); la seconde évaluation renvoie à l'appréciation de sa capacité à faire face (« to cope », en anglais). À partir de là, on voit apparaître la mise en place de stratégie dite de coping, c'est-à-dire que le salarié va adopter un mode de réaction spécifique. Le coping peut être orienté vers le problème (comment faire face?) ou vers les émotions (comment garder mon calme ?).
Le quatrième modèle princeps serait celui de Cooper & Marshall, autrement dit modèle de l'adéquation personne- environnement. Construit à la suite des interrogations sur les phénomènes traumatiques liés aux situations de guerre, le modèle s'appuie sur les conceptualisations de Lewin telles que comprises par l'Institut for Social Research (ISR) du Michigan. Le modèle considère notamment qu'il faut distinguer d'une part les caractéristiques objectives des situations et d'autre part leurs impacts subjectifs.

### Position institutionnelle en France
Pour le Ministère du travail « les risques psychosociaux recouvrent des risques professionnels d’origine et de nature variées, qui mettent en jeu l’intégrité physique et la santé mentale des salariés et ont, par conséquent, un impact sur le bon fonctionnement des organisations ».
Sur son site, l'INRS décline les RPS en trois risques : le stress, les violences internes et les violences externes, auquel le Ministère du travail ajoute le syndrome d’épuisement professionnel. 
Cet institut pointe comme facteurs de risques principaux le temps de travail prolongé, les exigences de productivité (demande psychologique), les difficultés de conciliation entre les temps de vie, le manque de soutien social, le manque d’autonomie, le déséquilibre entre la demande psychologique et l’autonomie (job strain), ou encore le déséquilibre entre les efforts et les récompenses. Il s’inspire pour cette identification des facteurs de risques à la fois sur le rapport d’expertise produit par Gollac et al. en 2011 et sur les modèles de Siegrist et de Karasek.
Depuis 2017, la prévention des risques psychosociaux s'est vue associée à la promotion de la qualité de vie au travail et à la notion positive de bien-être au travail. Toutes comme elles doivent mettre en œuvre des politiques de prévention des risques psychosociaux, les entreprises sont tenues de négocier des accords sur la qualité de vie au travail et de prendre des mesures pour la préserver.

### Position institutionnelle en Belgique
Pour le ministère belge, les risques psychosociaux au travail sont définis comme la probabilité qu’un ou plusieurs travailleurs subissent un dommage psychique qui peut également s’accompagner d’un dommage physique, suite à l’exposition à des composantes de l’organisation du travail, du contenu du travail, des conditions de travail, des conditions de vie au travail et des relations interpersonnelles au travail, sur lesquelles l’employeur a un impact et qui comportent objectivement un danger,.
C’est donc l’origine du danger (le travail et son organisation) et la prééminence d’un dommage psychique qui constituent donc le cœur de la définition retenue en Belgique.

### Au Canada
Pour définir le termes, les institutions canadiennes parlent de RPS en mobilisant le terme «facteurs», ainsi  l’Institut national de santé publique du Québec considère que les RPS se définissent comme des : « Facteurs qui sont liés à l’organisation du travail, aux pratiques de gestion, aux conditions d’emploi et aux relations sociales et qui augmentent la probabilité d’engendrer des effets néfastes sur la santé physique et psychologique des personnes exposées ».
Les facteurs de risques psychosociaux du travail sont liés à l’organisation du travail, aux pratiques de gestion, aux conditions d’emploi et aux relations sociales.
les facteurs de risques retenus sont 
- Une charge de travail élevée et des contraintes de temps;
- Une faible reconnaissance des efforts et des résultats;
- Peu d’autonomie et d’influence dans le travail;
- L’insécurité d’emploi;
- Le faible soutien (aide et collaboration) des collègues ou du supérieur;
- Le harcèlement psychologique;
- Peu de justice organisationnelle.

#### Quelques chiffres
L'INRS reprend de deux enquêtes de la DARES quelques chiffres-clés permettant de situer les risques psychosociaux et la pénibilité du travail en France,:
- "45 % des actifs occupés déclarent devoir (toujours, souvent) se dépêcher

- 27 % déclarent devoir cacher leurs émotions, faire semblant d’être de bonne humeur (toujours, souvent)

- 25 % disent devoir faire appel à d’autres en cas d’incident

- 30 % signalent avoir subi au moins un comportement hostile dans le cadre de leur travail au cours des 12 derniers mois

- 9 % disent devoir faire des choses dans leur travail qu’ils désapprouvent

- 20 % craignent de perdre leur emploi

### Position de la Fondation européenne pour l’amélioration des conditions de vie et de travail
Pour cette Fondation européenne, les risques psychosociaux renvoient aux aspects et contextes liés à l'environnement de travail (tels que l'organisation et le management) susceptibles de causer des dommages psychologiques ou physiques. Le stress lié au travail est un des risques les plus fréquemment identifiés dans les enquêtes de la Fondation. Les facteurs retenus pour causer du stress et influencer le bien-être des travailleurs sont notamment l'intensification du travail, le manque d'autonomie, les défauts d'aménagement du temps de travail, les déséquilibres vie professionnelle/ vie privée; les relations interpersonnelles au travail et le manque de soutien social. S'y ajoute des facteurs liés à l'emploi comme l'insécurité de l'emploi et l'absence de perspectives de carrière.

## Quelques-uns des risques psychosociaux

### Stress au travail
Il est question de « stress au travail » lorsqu’il existe un déséquilibre entre la perception qu’une personne a des contraintes que lui impose son environnement professionnel et la perception qu’elle a de ses propres ressources pour y faire face. Il en résulte des conséquences sur la santé des salariés et des dysfonctionnements dans l’organisation. Le stress est parfois qualifié d'« adapté » lorsqu'il apparait de façon momentanée et peut être maitrise par la personne qui le subit, lui permettant ainsi de résoudre les difficultés et d'effectuer les tâches ou adaptations requises. Lorsque ce stress perdure et aboutit à l'émergence des RPS, il est alors qualifié d'« inadapté ».
« Il peut être lié à l’absence de reconnaissance au travail, à un ressenti négatif du travail ou encore à des tensions entre les moyens alloués pour réaliser le travail et les objectifs, la contribution et la rétribution, les exigences du travail et les compétences attendues… » Il peut aussi être lié aux idéaux de métier et à leur relation avec la réalité concrète du métier.

### Violence interne et externe
Les violences internes regroupent toutes les violences ayant lieu entre des individus appartenant à l’entreprise. Ces violences peuvent être exercées par une personne ou un groupe de personnes, détentrice ou non d’une autorité hiérarchique, à l’encontre d’un ou plusieurs autres salariés.
On peut regrouper dans ces violences : propos désobligeants, insinuations, humiliations ou brimades, insultes, comportements à connotation sexuelle, actes violents, critiques injustifiées, harcèlements. Tout conflit interne, tout désaccord non réglé dans le travail ne sont pas  assimilés à du harcèlement. Des dispositions spécifiques du Code du travail ou du Code pénal s’appliquent en cas de harcèlement moral ou de harcèlement sexuel.
L’accord cadre européen du 26 avril 2007 sur le harcèlement et la violence au travail définit les formes de violence au travail. Il s’agit de violence physique sur les biens et / ou les personnes (agressions d’un client, d’un patient…), de violences concernant des salariés « entre eux » (abus de pouvoir, rivalités entre équipes…) ou plus psychologiques (domination, intimidation…).
Depuis la loi de modernisation sociale de 2002, le harcèlement se définit « comme un ensemble d’agissements répétés qui ont pour objet ou pour effet une dégradation des conditions de travail susceptible de porter atteinte aux droits du salarié et à sa dignité, d’altérer sa santé physique ou mentale ou de compromettre son avenir professionnel ».
Le harcèlement sexuel peut se caractériser soit par des propos ou comportements à connotation sexuelle répétés qui portent atteinte à la dignité en raison de leur caractère dégradant, humiliant, ou créent à son encontre une situation intimidante, hostile ou offensante, soit par des pressions graves, même non répétées, exercées dans le but réel ou apparent d'obtenir un acte de nature sexuelle, que celui-ci soit recherché au profit de l'auteur des faits ou au profit d'un tiers. Le harcèlement sexuel est défini et sanctionné par le Code pénal (article 222-33).
Les violences externes regroupent toutes les violences ayant lieu entre un membre de l’entreprise et des individus extérieurs. Tout contact d’un employé avec le public implique un risque de violence, mais un certain nombre de facteurs ou de situations contribuent à favoriser les agressions : travail isolé, présence d’argent, autorité conférée au salarié, clients excédés par une attente particulièrement longue ou en colère par un manque de qualité.
Ces violences peuvent être classées en trois principaux groupes :
- les violences physiques, les menaces ou les insultes (concernent un très large éventail de professions en butte à l'agressivité de leur clientèle ou de leur public) ;
- les violences dites de prédation (cambriolages, vols, rackets, homicides, etc.) qui touchent un nombre de professions bien définies (secteur bancaire ou les commerces etc.) ;
- les actes de destruction ou de dégradation, dirigés non sur des personnes mais sur des biens matériels (vandalisme, graffitis).

## Pathologies induites et impacts économiques
Les RPS peuvent déclencher tout un ensemble de pathologies comme les maladies cardio-vasculaires, les troubles du sommeil, l'irritabilité et l'anxiété, la dépression, voire les troubles musculo-squelettiques ou TMS . Certaines pathologies n'existent qu'en rapport avec une activité professionnelle. Ainsi, le syndrome d'épuisement professionnel, ou burn-out, résulte de situation de stress au travail prolongée et se manifeste par un épuisement physique, mental, émotionnel, un désintérêt profond pour le contenu de son travail et la dépréciation de ses propres résultats. C’est l’un des premiers phénomènes qui a été observé notamment chez les personnels soignants ou les travailleurs sociaux, qui récupèrent les tensions affectives et morales des publics qu'ils traitent.
Du côté des salarié on peut ajouter d'autres conséquences délétères : difficultés dans le travail (à faire face, à trouver des marges de manœuvre et à gérer une charge perçue comme excessive). Dans un premier temps des symptômes de stress (irritabilité, nervosité troubles du sommeil etc.), de fatigue chronique et de baisse d’estime de soi pouvant évoluer vers une dépression. À moyen terme une névrose traumatique peut s’installer chez le travailleur (angoisse, terreur, insomnie etc.) et, à plus long terme, il peut y avoir des atteintes profondes de la personnalité (dépression grave, conduites addictives, tendances suicidaires etc.). Ces troubles psychiques peuvent affecter la vie professionnelle des personnes concernées, par une diminution de la satisfaction au travail, une sentiment d'isolement, l'apparition plus fréquente d'erreurs professionnelles et la qualité du travail s’en trouve ainsi diminuée.
Les conséquences pour l'entreprise :sont nombreuses. Les répercussions se font au niveau du fonctionnement de l’entreprise (absentéisme, turnover, démotivation, baisse de créativité, mauvaise ambiance de travail, détérioration du climat social etc.) et de son efficience économique (perte de productivité, difficultés pour remplacer ou recruter du personnel, atteinte à l’image de l’entreprise, litige et procédure judiciaires etc.).
En outre, on a cherché à évaluer les effets sur la performance globale, en particulier sur le volet économique. Ainsi, une étude de l’université de Bourgogne et de l'INRS évalue-t-elle le coût du stress en France. Selon l'hypothèse basse de cette étude, le coût médical s'élèverait à lui seul à 413 millions d’euros et l’absentéisme à 279 millions d’euros, Une étude plus récente  évalue le coût du stress professionnel en France à au moins deux à trois milliards d’euros. ce chiffrage inclut le dépenses liées au soins, les pertes liées à l'absence, à la cessation prématurée d'activité et les décès prématurés.

## Prévention
La démarche générale de prévention et traitement des risques psychosociaux consiste dans un premier temps à établir un diagnostic général et particulier des risques, puis à combattre les causes réelles ou potentielles identifiées, de préférence avant que les RPS se soient traduits en pathologies et en pertes d'efficacité dans l'entreprise.

### Diagnostic
La première étape est de porter un diagnostic sur la nature et l'importance des risques. Les outils de diagnostic sont de deux types :
1. Les outils d'analyse psychosociologique prennent en compte les deux grands axes des risques psychosociaux (psychologique et relationnel). Cette analyse va permettre de travailler à la fois sur l'individu (le salarié) et l'ensemble des salariés (le groupe), voire sur l'organisation du travail dans l'entreprise.
2. Les outils d’analyse ergonomique du travail doivent permettre de prendre en compte le travail réel et le travail perçu. Le travail réel est l’activité que développent véritablement les personnes en situation, au regard du travail qui leur est prescrit. Le travail perçu, bien que son caractère soit subjectif, doit être aussi appréhendé car il renseigne sur les représentations individuelles et collectives. L’appréciation de la réalisation de leur travail ainsi que les difficultés que vivent les personnes et leur encadrement intermédiaire dans leur travail sont des éléments tout aussi importants du processus. Dans la mesure où cette approche repère des phénomènes collectifs, elle permet de dépasser la simple représentation d’une personne et de trouver des déterminants qui concernent un collectif.

#### Analyse ergonomique
L'analyse ergonomique propose de se concentrer sur trois axes :
1. L'analyse de l'activité : à partir d’entretiens, d’observations des situations de travail et d’une immersion dans les interactions entre les salariés et leur environnement, les intervenants et les ergonomes vont pouvoir mettre au jour les facteurs de risques,
2. Les facteurs professionnels : le système de prescription du travail, l’organisation du travail, la gestion des ressources humaines, le management, le mode de relation de travail et l’environnement,
3. Les caractéristiques des salariés : âge, genre, ancienneté, formation, compétences.

#### Analyse psychosociale
L'analyse psychosociale propose, elle, de se concentrer sur deux éléments :
1. Le salarié : les différents types de mal-être exprimés, la perception en interne des causes de ce mal-être et les comportements-symptômes de risques psychosociaux (absences répétées, crises, changement de rendement…) ;
2. L'ensemble des salariés et l'organisation interne de l'entreprise : les relations entre les salariés (tensions, pressions, conflits, voire agressivité), leur motivation globale, l'effet du type de fonctionnement organisationnel interne sur leur bien-être.

La seconde étape est de proposer une mission d'intervention de façon à réguler, résorber et prévenir les risques. Sur ce point, il convient de se référer aux pratiques et méthodes de l'accompagnement en entreprise et du conseil.

### Actions préventives ou curatives
Plusieurs types d'actions pluridisciplinaires peuvent permettre d'agir et de prévenir les risques psychosociaux, et notamment l'apparition d'un stress excessif. Quelques exemples d'actions de prévention : 
- L'accompagnement humain des individus et des équipes par des professionnels compétents (exemple : coach, médiateur…) dans les phases de réorganisation et de transformation
- Les parcours et perspectives professionnels,
- Les dispositifs de reconnaissance au travail,
- Le processus de recrutement et d’intégration,
- La définition des compétences et formation,
- Les modes de régulation des relations de travail,
- Le système de prescription du travail (quantité/qualité/relation client),
- la définition des rôles et des responsabilités dans l’organisation du travail,
- l'adaptation des moyens et de l'environnement de travail,
- la gestion des âges…

Comme le CESE le préconise dans un rapport, il faut mobiliser davantage les différents acteurs de la prévention :
- Mieux accompagner les entreprises par les pouvoirs publics en matière de santé et sécurité au travail,
- Renforcer les moyens d’action des CHSCT,
- Renforcer la mission de veille sanitaire des services de santé au travail,
- Promouvoir le bon usage des TIC et les bonnes pratiques de Management (par exemple le management équitable)[25].

## Accords collectifs et qualité de vie au travail - Qualité de Vie et Condition de Travail
Les partenaires sociaux français ont conclu en juin 2008 un accord sur le stress au travail, puis un accord sur la prévention du harcèlement et de la violence au travail en juillet 2010 et enfin le 9 juillet 2013, un Accord National Interprofessionnel (ANI) : « Vers l’amélioration de la qualité de vie au travail et de l’égalité professionnelle ».
En préambule, l'amélioration de la Qualité de Vie au Travail est promue au rang des « objectifs stratégiques de l’entreprise », devenant ainsi l’un des piliers d’un cycle vertueux, au titre d’une « responsabilité sociale assumée ».
Elle est envisagée comme un facteur de performance économique pour les entreprises, qui doivent l’inscrire dans la durée. La loi impose ensuite, à partir d’avril 2017, aux entreprises de négocier sur la qualité de vie au travail, une négociation qui inclut les 7 sphères suivantes :
- l'articulation entre la vie personnelle et la vie professionnelle pour les salariés ;
- les objectifs et les mesures permettant d'atteindre l'égalité professionnelle entre les femmes et les hommes (accès à l'emploi et à la formation professionnelle, réduction des écarts de rémunérations...) ;
- les mesures permettant de lutter contre toute discrimination en matière de recrutement, d'emploi et d'accès à la formation professionnelle ;
- les mesures relatives à l'insertion professionnelle et au maintien dans l'emploi des travailleurs handicapés ;
- les modalités de définition d'un régime de prévoyance et d'un régime de remboursements complémentaires de frais de santé (mutuelle d'entreprise) ;
- l'exercice du droit d'expression directe et collective des salariés.
- les modalités du plein exercice par le salarié de son droit à la déconnexion et la mise en place, par l'entreprise, de dispositifs de régulation de l'utilisation des outils numériques, pour assurer le respect des temps de repos et de congé, ainsi que de la vie personnelle et familiale.

Le cadre législatif est revu par la suite et en mars 2022, l’article de loi cesse de parler de «qualité de vie au travail » pour imposer des obligations de négociation autour de la «qualité de vie et des conditions de travail» (QVTC). Celles-ci doivent avoir lieu au moins tous le 4 ans dans les entreprises ayant au moins une section syndicale d'organisations représentatives. Les sept sphères de négociation demeurent,.